# マルタの同性結婚

ヨーロッパ各国における同性婚または同性間のパートナーシップ法の施行状況
同性婚^{1}
その他のパートナーシップ法^{1}
事実婚^{1}
なし
憲法にて婚姻を男女間に限定
^{1}同性間のパートナーシップを認めた現行法または裁判所決定のいずれかが含まれているが、未施行のものは除外。

マルタの同性結婚（マルタのどうせいけっこん）では、マルタにおける同性結婚（同性婚）について記述する。
マルタでは、2017年7月12日に議会で立法が可決され、2017年9月1日から同性結婚が合法化された。この法案は、2017年8月1日にマリールイーズ・コレイロ・プレカ大統領によって署名されて成立した。2017年8月25日、平等担当大臣のヘレナ・ダリは、2017年9月1日に法律を開始するための法的通知を発行した。
マルタは、シビル・ユニオン法が制定された後の2014年以降、同性カップルと異性カップルの両方にシビル・ユニオンを認めている。これは、共同養子縁組の権利を含む、結婚と同じ権利、責任、義務をシビル・ユニオンに付与する。議会は2014年4月14日、賛成37票、棄権30票の投票により、法律の最終承認を行った。コレイロ・プレカによって4 月16日に署名され翌日、官報に掲載された。 最初のシビル・ユニオンは2014年6月13日に行われた。